# David Fane
David Anthony Thomas Fane (31 mars 1924 - 8 septembre 1993) est un courtisan britannique, propriétaire foncier et membre de la Chambre des lords.

## Biographie
Fils aîné de Vere Fane (14e comte de Westmorland), et de Diana, fille de Thomas Lister, 4e baron Ribblesdale, il porte le titre de courtoisie de Lord Burghersh dès sa naissance; son frère cadet est l'auteur Julian Fane (1927-2009).
Formé au Collège d'Eton, il sert comme lieutenant dans les Royal Horse Guards pendant la Seconde Guerre mondiale lorsqu'il est blessé (MiD).
En 1948, il devient comte à la mort de son père, devenant Lord-in-waiting de la reine Élisabeth II entre 1955 et 1978 et à nouveau entre 1990 et 1993; il est ensuite maître du cheval de 1978 à 1991. Il est nommé Chevalier Commandeur de l'Ordre royal de Victoria (KCVO) en 1970 et promu Chevalier Grand-Croix de l'Ordre royal de Victoria (GCVO) en 1991. La dernière année, il est également nommé lieutenant adjoint du Gloucestershire . Lord Westmorland est également Commandeur de l'Ordre de Saint-Jean (CStJ).
Il épouse Jane Barbara Findlay, fille de Roland Findlay, le 20 juin 1950; ils ont trois enfants:
- Anthony David Francis Henry Fane, 16e comte de Westmorland (né le 1er août 1951)
- Harry St.Clair Fane (né le 19 mars 1953)
- Camilla Diana Fane (née le 26 décembre 1957)[2]

Lord Westmorland est décédé le 8 septembre 1993, âgé de 69 ans, remplacé dans le comté par son fils aîné, Anthony (anciennement Lord Burghersh).
Il est le parrain de Sarah Armstrong-Jones, fille de la princesse Margaret et d'Antony Armstrong-Jones.